# Odalisque aux bras levés (Matisse, Washington)
Pour les articles homonymes, voir Odalisque aux bras levés.
Odalisque aux bras levés est un tableau réalisé par le peintre français Henri Matisse en 1923. Partie de la série dite des Odalisques, cette huile sur toile représente une odalisque à demi-nue assise dans un fauteuil à rayures jaunes et vertes, ses bras levés découvrant ses aisselles poilues. Passée par la galerie Bernheim-Jeune, à Paris, elle a été léguée en 1963 à la National Gallery of Art, à Washington, aux États-Unis.